# Ubuntu Touch
Ubuntu Touch (također Ubuntu Phone) mobilna je inačica operacijskog sustava Ubuntu. Izvorno ga je razvijala britanska tvrtka Canonical Ltd., nakon čega razvoj preuzima UBports. Primarno je dizajniran za uređaje sa zaslonom osjetljivim na dodir, kao što su pametni telefoni i tablet računala, iako je izvorni cilj bio dovesti Ubuntu Touch i na računala, IoT uređaje, televizore i pametne satove.
Mark Shuttleworth najavio je 5. travnja 2017. godine da će Canonical Ltd. zaustaviti razvoj ovog projekta zbog nedostatka zainteresiranosti tržišta, nakon čega razvoj preuzima UBports kao projekt zajednice.

## Mogućnosti
Ubuntu koristi korisničko sučelje temeljeno na softveru Qt 5, kao i razne softverske okvire izvorno razvijene za Maemo i MeeGo. Pomoću libhybrisa, sustav se može koristiti s Linux jezgrama korištenim u Androidu, čime je omogućena laka prilagodba operacijskog sustava za korištenje na uređajima s Androidom.

### Zaslon zaključavanja
Zaslon zaključavanja ne prikazuje se odmah nakon uključivanja Ubuntua Touch, nego će korisnik morati otključati uređaj nakon pokretanja neke aplikacije ako je to potrebno. U centru "Zaslona dobrodošlice" nalazi se vizualizacija aktivnosti uređaja. Prikazuje status korisnika i nedavne događaje, a nalazi se unutar kruga koji predstavlja aktivnost uređaja kroz prošlih mjesec dana.

### Predinstalirane aplikacije
Ubuntu Touch uključuje nekoliko predinstaliranih aplikacija, kao što su aplikacije za društvene mreže i multimedijske aplikacije (npr. Facebook, YouTube i RSS čitač), te kalkulator, klijent za e-poštu, alarm, upravitelj datotekama, itd. Neke od aplikacija za Ubuntu Touch mogu se pokrenuti i na računalima - npr. internetski preglednik, kalendar, satovi, galerija, bilješke, podsjetnici, terminal i vremenska prognoza.

### Side Stage
Side Stage je sustav višezadaćnosti koji omogućuje istovremeno pokretanje i prikaz aplikacija za tablet računala i aplikacija za pametne telefone. Aplikacija za telefon postavlja se desno od aplikacije za tablet računalo čime se omogućuje istovremeno korištenje obiju aplikacija. U najavi ove mogućnosti prikazano je istovremeno korištenje internetskog preglednika i aplikacije za pisanje bilješki, te istovremena reprodukcije videozapisa i prikaz aplikacije za Facebook.

## Vanjske poveznice
- Službena stranica
- Stara službena stranica Canonicala